# Bieliny (województwo warmińsko-mazurskie)
Bieliny (niem. Bellienen) – osada w Polsce położona w województwie warmińsko-mazurskim, w powiecie bartoszyckim, w gminie Bartoszyce.
W latach 1975–1998 miejscowość administracyjnie należała do województwa olsztyńskiego.

## Historia
W dokumentach z 1889 r. Bieliny wymieniane są jako folwark, należący do majątku ziemskiego Bajdyty.
Po 1945 r. utworzono w Bielinach PGR. W 1978 r. we wsi było jedno gospodarstwo rolne o pow. 4 ha (poza PGR-em). W 1983 r. we wsi było 6 budynków mieszkalnych, usytuowanych w zwartej zabudowie. W tym czasie Bieliny miały 59 mieszkańców, funkcjonowała świetlica, klub i punkt biblioteczny.

## Zabytki
- pałac pochodzący z 1885 r. (istniał w 1987 r., jednak nie jest wymieniany w opracowaniu Małgorzaty Jackiewicz-Garniec i Mirosława Garniec "Pałace i dwory dawnych Prus Wschodnich" z 2001 roku)
- Park
- Powozownia